# 대전원명학교
대전원명학교는 대한민국 대전광역시 대덕구 대화동에 있는 사립 특수학교이다. 청각장애 및 지적장애 학생을 위한 특수교육기관으로 유치부, 초등부, 중학부, 고등부, 전공과를 두고 있다. 

## 연혁
- 1963년 : 충남농아학교로 개교